# 公告地價
公告地價為台灣的一種土地政策，官方公告一個地價作為土地所有權人申報地價之參考，政府依據土地所有權人所申報之地價課徵地價稅，公告地價每2年公告1次，必要時會延長。
另有公告土地現值作為土地移轉或設定典權時之參考；並作為主管機關審核土地移轉現值（例如官司糾紛時）及補償徵收土地地價之依據，公告土地現值每年1月1日公告。
此一措施理論在於孫中山所提出的「漲價歸公」：「土地持有人如果以多報少，他一定怕政府要照價收買，吃地價的虧；如果以少報多，他又怕政府要照價抽稅，吃重稅的虧。在利害兩方面互相比較，他一定不情願多報，也不情願少報，要定一個折中的價值，把實在的市價報告到政府。」

## 弊端
公告地價制度隱含極大弊端，雖然平均地權條例第40條及土地稅法第33條明訂公告土地現值接近一般正常交易價格，但是評定地價的地方政府部門並無強烈動機去頻繁更新或是確實審核公告的數字，在2003年後台灣盛行炒作房價（尤以大台北區為甚）之後公告地價制度掀起極大檢討聲浪，因為諸多不動產稅負和交易稅都跟此公告地價掛勾，若是公告地價與市價產生極大落差時，會造成投機人士炒作房屋或囤積房地的成本大減，從而吸引更多人投入此一行為，產生惡性上漲的循環。
此一公告價與市價脫鉤弊端的成因有三：
- 公務員人力不足，動機也不足去頻繁查核、更新、列管每一筆房產的實際市價。
- 在選舉的制度下，如果依循上漲市價去照實調高公告地價，幾乎小至所有自有房屋的家庭；大至地主、財團企業的稅負都會經常性頻繁增加，造成得罪選民選票流失的結果。
- 孫中山當初的設計是所有權人不敢報少，怕政府照價徵收，然而近代政府極少無故強制徵收市區土地，怕得罪選民同時也因為沒有必要，所以當初設計的嚇阻性構想過於單純和微弱。[2]

公告地價過低是造成台灣財富不均的主因之一, 因為過低的公告地價使得房屋稅賦過低,因此房屋變成了富人投資的標的,而其需求也大幅增加,更大幅帶動房價的高漲,這失去了住屋原始的意義,房屋的目的是提供民眾一般生活的必需品,而不是投資使用。而且過高的房價,不但使得財富重分配,且將一般民眾的財富移轉至富人。對一般平民而言,房屋是必需品,因其需求彈性低,容易剥削。而對富人而言,因為幾乎為免稅的房屋稅,使其變成像可變現的流動資產,這其實是對經濟最大的損傷, 變相鼓勵懶惰的富人, 以購買房屋,大量累積財富,而不思將資金做研發投資,或開發新創產業。

## 延伸項目
- 地價稅